# Atletica leggera ai II Giochi olimpici giovanili estivi - Salto in lungo femminile
Ai II Giochi olimpici giovanili estivi, che si sono tenuti a Nanchino nel 2014, la competizione del salto in lungo femminile si è svolta il 20 (qualificazioni) e il 23  agosto (finale) presso l'Olympic Sports Centre.

## L'eccellenza mondiale
| Primatista mondiale allievo      | 6,91 m | Heike Drechsler    |
| Campione olimpico giovanile 2010 | 6,40 m | Lena Malkus        |
| Campione mondiale allievo 2013   | 6,42 m | Florentina Marincu |

## Risultati

### Qualificazione
La gara di qualificazione si è disputata alle 20:00 di mercoledì 20 agosto 2014.

Si qualificano per la finale A le atlete con le 8 misure migliori; le restanti partecipano alla finale B.
| Pos. | Nome                 | Nazionalità               | 1ª prova | 2ª prova | 3ª prova | 4ª prova | Misura | Note |
| ---- | -------------------- | ------------------------- | -------- | -------- | -------- | -------- | ------ | ---- |
| 1    | Beatrice Fiorese     | Italia                    | x        | 5,96 m   | 5,96 m   | 6,26 m   | 6,26 m | QA   |
| 2    | Hanne Maudens        | Belgio                    | 6,07 m   | 6,01 m   | 5,85 m   | 6,00 m   | 6,07 m | QA   |
| 3    | Yelizaveta Babiy     | Ucraina                   | 5,97 m   | 5,99 m   | x        | 5,98 m   | 5,99 m | QA   |
| 4    | Mari Dzagnidze       | Georgia                   | 5,78 m   | 5,82 m   | 5,90 m   | 5,88 m   | 5,90 m | QA   |
| 5    | Kristal Liburd       | Saint Kitts e Nevis       | x        | 5,66 m   | 5,79 m   | 5,65 m   | 5,79 m | QA   |
| 6    | Rhesa Foster         | Stati Uniti               | x        | x        | x        | 5,76 m   | 5,76 m | QA   |
| 7    | Magali Roche         | Canada                    | 5,70 m   | 5,60 m   | 5,57 m   | 5,47 m   | 5,70 m | QA   |
| 8    | Esraa Samir Owis     | Egitto                    | 5,55 m   | 5,50 m   | 5,56 m   | 5,70 m   | 5,70 m | QA   |
| 9    | Sharin Oziegbe       | Germania                  | 5,57 m   | 5,37 m   | x        | 5,50 m   | 5,57 m | qB   |
| 10   | Elen Vasconcelos     | Brasile                   | x        | 5,10 m   | 5,57 m   | x        | 5,57 m | qB   |
| 11   | Ekaterina Koprivko   | Russia                    | 5,32 m   | 5,41 m   | 5,48 m   | 5,50 m   | 5,50 m | qB   |
| 12   | Noemí Sempere        | Spagna                    | x        | 5,38 m   | x        | 5,49 m   | 5,49 m | qB   |
| 13   | Wan-Ju Wen           | Taipei cinese             | 5,41 m   | 5,34 m   | x        | 5,42 m   | 5,42 m | qB   |
| 14   | Kala Penn            | Isole Vergini Britanniche | 4,76 m   | 5,08 m   | 5,22 m   | 4,93 m   | 5,22 m | qB   |
| 15   | Masterline Saint-Vil | Haiti                     | 4,43 m   | 4,25 m   | 4,22 m   | 4,22 m   | 4,43 m | qB   |

### Finale B
La finale B si è disputata alle 19:10 di sabato 23 agosto 2014.
| Pos. | Nome                 | Nazionalità               | 1ª prova | 2ª prova | 3ª prova | 4ª prova | Misura | Note |
| ---- | -------------------- | ------------------------- | -------- | -------- | -------- | -------- | ------ | ---- |
| 1    | Ekaterina Kropivko   | Russia                    | 5,66 m   | 5,92 m   | 5,87 m   | 5,83 m   | 5,92 m |      |
| 2    | Elen Vasconcelos     | Brasile                   | x        | x        | 5,60 m   | 5,59 m   | 5,60 m |      |
| 3    | Noemí Sempere        | Spagna                    | x        | 5,41 m   | x        | 5,53 m   | 5,53 m |      |
| 4    | Wan-Ju Wen           | Taipei cinese             | x        | x        | 5,41 m   | x        | 5,41 m |      |
| 5    | Sharin Oziegbe       | Germania                  | 5,40 m   | 5,32 m   | x        | x        | 5,40 m |      |
| 6    | Kala Penn            | Isole Vergini Britanniche | 5,19 m   | 4,89 m   | 5,18 m   | 5,08 m   | 5,19 m |      |
| 7    | Masterline Saint-Vil | Haiti                     | 5,32 m   | 4,14 m   | 4,26 m   | 4,37 m   | 4,37m  |      |

### Finale A
La finale A di è disputata alle 19:10 di sabato 23 agosto 2014.
| Pos.    | Nome             | Nazionalità         | 1ª prova | 2ª prova | 3ª prova | 4ª prova | Misura | Note                          |
| ------- | ---------------- | ------------------- | -------- | -------- | -------- | -------- | ------ | ----------------------------- |
| Oro     | Yelizaveta Babiy | Ucraina             | 5,98 m   | 6,12 m   | 6,26 m   | 5,95 m   | 6,26 m | Miglior prestazione personale |
| Argento | Beatrice Fiorese | Italia              | 6,00 m   | 6,21 m   | 6,04 m   | 5,13 m   | 6,21 m |                               |
| Bronzo  | Rhesa Foster     | Stati Uniti         | 5,62 m   | 6,17 m   | x        | 5,98 m   | 6,17 m | Miglior prestazione personale |
| 4       | Hanne Maudens    | Belgio              | x        | 5,99 m   | 6,04 m   | 6,03 m   | 6,04 m |                               |
| 5       | Kristal Liburd   | Saint Kitts e Nevis | 5,77 m   | 5,44 m   | 5,92 m   | 5,70 m   | 5,92 m |                               |
| 6       | Magali Roche     | Canada              | 5,44 m   | 5,79 m   | 5,90 m   | 5,75 m   | 5,90 m |                               |
| 7       | Mari Dzagnidze   | Georgia             | 5,87 m   | x        | 5,87 m   | 5,83 m   | 5,87 m |                               |
| 8       | Esraa Samir Owis | Egitto              | 5,65 m   | 5,62 m   | 5,62 m   | 5,70 m   | 5,70 m | =                             |